# Авдалбекян, Сурен Хачатурович
Сурен Хачатурович Авдалбекян (арм. Սուրեն Խաչատուրի Ավդալբեկյան; 1 июля 1920, Сухум, Сухумский округ — 10 марта 2013) — советский и армянский хирург и ученый. Доктор медицинских наук (1968), профессор (1968), академик НАН РА (1990, член-корреспондент с 1977). Действительный член Международного общества хирургов (1972), заслуженный врач СССР (1963).

## Биография
Родился 1 июля 1920 года в Сухуми.
В 1943 году окончил Ереванский медицинский институт (ЕГМУ). В 1949 году стал заведующим хирургическим отделением и главврачом больницы в Капане.
В 1963 году работал в качестве ректора в институте повышения квалификации врачей при Министерстве здравоохранения СССР.
С 1968 года также заведующий кафедрой хирургии груди и анестезии, с 1997 года — советник ректора.
Он был первым в Армении, кто ввел интубационную анестезию (1949), провел радикальные операции по сохранению хронически больного легкого, пораженного гнойным воспалением (1951), заболеваний пищевода (1952) и ввел электроконвульсанты в сердце (1962).
Им была изучена возможность использования белково-растворимых ферментов и биологически активных веществ при лечении абсцессов легких, функционально-патологических и иммунобиологических изменений при самотрансплантации легких (экспериментальная).
Автор более 150 научных работ. Работы связаны с вопросами грудной и абдоминальной хирургии.
Авдалбекян был членом Международного общества хирургов (1970), был почетным членом Северо-Кавказского научного общества хирургов.

## Награды
- Орден Трудового Красного Знамени
- Орден «Знак Почёта»

## Память
Имя Авдалбекяна носит Национальный институт здравоохранения имени академика С. Авдалбекяна.